# Осмийтрииттрий
Осмийтрииттрий — бинарное неорганическое соединение
осмия и иттрия
с формулой OsY3,
кристаллы.

## Получение
- Сплавление стехиометрических количеств чистых веществ:

{\displaystyle {\mathsf {Os+3Y\ {\xrightarrow {1290^{o}C}}\ Y_{3}Os}}}

## Физические свойства
Осмийтрииттрий образует кристаллы
ромбической сингонии,
пространственная группа P nma,
параметры ячейки a = 0,7425 нм, b = 0,9132 нм, c = 0,6337 нм, Z = 4,
структура типа карбида железа Fe3C
.
Соединение образуется по перитектической реакции при температуре 1290°С .